# Balacha de Riaba
Balacha de Riaba es una localidad ubicada en la isla de Bioko (Guinea Ecuatorial) perteneciente al municipio de Riaba.
- Datos: Q109310952